# 托福
检定非英语为母语者的英语能力考试（英語：Test of English as a Foreign Language, TOEFL，/ˈtoʊfəl/ TOH-fəl），简称：托福，是由美國教育測驗服務社（英語：ETS）舉辦的英語能力測驗。
大多數的美國大專院校都會要求外籍生在申請入學時檢附一定標準的托福考試成績。從1964年創立以來，已有兩千多萬人報考。
過去是用紙筆測驗，後來改為電腦測驗，最近已改為網路考試，學生需付費報考，在各國皆有ETS的分部負責在主要城市舉辦定期考試。
除此之外，一些机构如政府、执照、商业组织、或是奖学金项目可能會要求这项考试的成绩。成绩有效期限为两年，之后就不再另行通知。

## 历史

托福於2024年前所使用商標

1962年，一个由30个政府与民间组织代表组成的全国性大会召开，探讨英语为非母语学习留美深造中的英语水準问题。大会建议设立托福考试，并为1963-1964年时间段设立的框架模型。最初的考试是由应用语言学中心设立，并由史丹佛大学应用语言学家查理斯·弗格森主持监督。托福的第一次开考是在1964年，由美國現代語言學會执行，福特基金会与丹弗斯基金会出资赞助。1965年，美国大学理事会和美国教育考试服务中心联合担负托福考试的后续任务。1973年，教育考试服务中心与大学理事会、研究生入学考试理事会达成协议。教育考试服务中心负责在托福理事会的指导下，执行考试计划。

## 考试形式

### 網路考試（iBT）
網路考試始于2005年末，全名為「Internet-Based Test」，簡稱「iBT」。已逐步地取代了機考（CBT）與筆試（PBT）。网考首先应用于美国、加拿大、法国、德国和意大利，并在2006年裡在全世界普及。
歷时2个小时的网考由四个部分组成，每个部分侧重一种语言技能，不过一些试题需要多种技能综合使用。考试着重于在高等教育和学术环境下的语言使用。iBT測驗可在試題上作筆記。
網路考試總分為120分，四個部份各佔30分。
1. 阅读
在读过每篇文章后（2篇，每篇700字左右[5]），有10个[6]关于大概内容、作者意图、从文章得出的推断等题目。复述、填补图表、完成总结等是新加入的类型。文章都为学术类型；这些材料可能会出现在大学本科的教材书中。学生被要求回答诸如主旨、细节、推断、要点、字段插入、词汇、修辞目的、总体思想等问题。不具备與文章主题有关的背景知识不会妨碍得出正确的答案。
2. 听力
听力内容一部分为对话和討論，由5篇3-5分钟长的段落和问题组成。这些段落包括两个学生对话和三个学术讲课或讨论[6]。对话包括两个人，一位学生、另一位为教授或校园服务人员；问题一般着眼于内容、句义，同时包括段落大意、重点细节、暗示、问题之间的关系、訊息的组织、说话人的态度和用意。其另一部分内容为讲课，问题则一般着眼于对文章大意的掌握，也包括说话人的态度和用意，不需要学生就讲课中专业领域的知识有所了解。每段对话和讲课只播放一遍。考生可以边听边记笔记，并在答题时参考。每段对话都有5个问题[6]，每个讲课有6个。
3. 口說
口說是新加入托福的部分，考試時間約為16分鐘[5]。這個部分有有關于個人簡歷和偏好的問題，也有需要綜合閱讀材料和聽力短文的問題。考生需要能夠清楚完整及準確的復述內容、解釋想法和闡釋觀點。口语部分由四道题组成：一个独立大题和三个综合大题。在独立大题中，考生根据熟悉的话题做出相应的回答，这部分考查语言的及时性，以及考生是否能清晰连贯地表述自己的想法。在两个综合大题中，考生需要阅读一段短文，听一段学术讲座或有关校园生活的对话，并根据文章或对话所给的訊息做出相应的回答。在最后一个综合大题中，考生会听到类似的材料，并根据所听到的问题做出相应的回答。综合考试旨在考察应试人是否能从阅读和听力材料中合理地合成答案、传递訊息。考生可以在阅读和听讲时记笔记，并使用笔记来辅助他们作答。考生在开始回答时会有一小段准备时间。回答会被记录下来，并传到ETS在线计分网络（Online Scoring Network ，OSN）上，由三到六人批改评定。
4. 寫作
写作考试考查应试人的学术写作能力，共两题。其中一题要求受試者需針對某種特定議題，為某方立場提出觀點來進行辯護，形式模擬美國大學的線上討論版，需要針對該題題目議題貢獻自己的看法[7]。另一題則是受試者需讀過一篇段落并聽過一段演講，接著以寫作方式回答或討論其相關問題。前者答题时间为10分钟，官方推荐词数为100字以上；后者答题时间为20分钟[6]，推荐词数为150-225。考卷会被传到ETS OSN，由四名评卷人计分评定。

托福於2023年進行改制，改變包括取消加試題、減少閱讀文章及題目、寫作形式改為討論區寫作。以下列出改制後的試題結構。
| 考题 | 描述                                       | 所需时间 |
| ---- | ------------------------------------------ | -------- |
| 阅读 | 2篇文章，每段10个问题                      | 35分鐘   |
| 听力 | 3段講座，每段6個問題；2段對話，每段5個問題 | 36分钟   |
| 口說 | 4 大题                                     | 16 分钟  |
| 写作 | 2 大题                                     | 29 分钟  |

自2019年8月起，ETS减少了托福網路考試的阅读、听力和口說部分的题目数量，考試時間約為三個小時。下表显示了改革后的试题结构。
| 考题 | 描述                                                           | 所需时间                  |
| ---- | -------------------------------------------------------------- | ------------------------- |
| 阅读 | 3–4 段落，每段10个问题                                         | 54–72 分钟（可能加试1篇） |
| 听力 | 5–7 段材料，其中2–3段对话，每段5个问题；3–4段讲座，每段6个问题 | 41–57 分钟（可能加试1套） |
| 口說 | 4 大题                                                         | 17 分钟                   |
| 写作 | 2 大题                                                         | 50 分钟                   |

2019年8月前试题结构如下。
| 考题 | 描述                   | 所需时间                  |
| ---- | ---------------------- | ------------------------- |
| 阅读 | 3–5 段落，每段14个问题 | 60–80 分钟（可能加试1篇） |
| 听力 | 6–9 段落，每段6问题    | 60–90 分钟（可能加试1套） |
| 口說 | 6 大题                 | 20 分钟                   |
| 写作 | 2 大题                 | 50 分钟                   |

考试中的某一环节会出现不计分的加试题，是ETS用来设计新试题的实验。当考生遇到加长环节时，应该对所有考题给予同等重视，因为加试题是匿名的。例如，当阅读题由三个变为四个时，只有三个会被积分，其中的一个则不会。四个中的任意一个都可能是加试题。另：托福听力加试可能性较大，加试中经典加试占多数。

### 機考（CBT）
機考（Computer-Based Test，簡稱CBT）已於2006年9月30日廢除。題型分為四大部分，測試聽力、結構（文法）、閱讀等的語言能力。除寫作部份之外，其餘測驗過程中，受試者一律不准於測驗紙上作筆記。
1. 聽力測驗（45–70分鐘）
學術環境中兩人或兩人以上的對話，可能是學生間或演講中出現的簡短對話。基本上是「誰說了什麼？」的類型。
2. 句型結構（文法）（15–20分鐘）
指出句子中錯誤的單字，在空格內填入正確的用字。
3. 閱讀測驗及單字（70-90分鐘）
測驗文章內容、作者意圖、從試題所提供的3到4篇文章中得到的推斷。
4. 寫作（30分鐘）
請寫出一篇關於某主題的文章，並為正方或反方立場辯護。例：「幹細胞的研究是否必要？請闡述你的立場」。

聽力測驗和句型結構部分是採用電腦適性測驗，題目的難易度會依據前幾道題目答題的正確性來變動。
聽力測驗、結構／寫作（兩項合併）和閱讀測驗的分數以0至30分表示，加總後的平均數為最終分數，以0至300分來表示。寫作部分的成績另以0至6分來表示。

### 筆試（PBT）
尚未有網考（iBT）及機考（CBT）測驗的國家及地區就採用筆試（Paper-Based Test，簡稱PBT）。儘管PBT和CBT在題數（PBT題數較多）和計分方式上有異，但PBT所測驗的語言能力跟CBT一樣。PBT測驗最終的分數範圍界在310分和740分之間，為聽力（31-68）、結構（31-68）、閱讀（31-67）的加總。與CBT不同的是，寫作部分的分數並不算在PBT的最終分數內，而是以0-6級分來呈現。
1. 聽力測驗（30–40分鐘）
听力包涵3个部分。第一部分为短对话，有30个问题。第二部分为长对话，有8个问题。最后一部分为讲座或谈话，有12个问题。
2. 句型結構（文法）（25分鐘）
句型結構有15道句型填空，25道改错。
3. 閱讀測驗（55分鐘）
阅读部分有50道题组成。
4. 寫作（30分鐘）
写作部分平均字数为250–300字左右。

## 考试成绩

### iBT
- 托福iBT考试成绩记为0-120分。
- 四部分(阅读、听力、口试、写作)的分值为0-30分。每部分成绩合并后为总分。
- 口语每部分的初始分数为0-4分，写作每道题的初始分数为0-5分。这些分数最后被转化为0-30分。

### 笔试
- 笔试的总成绩在310-740分值之间，由3个次分值组成：听力(31–68分)，结构(31–68分)，阅读(31–67分)。不同于CBT，写作部分的分数(名为the Test of Written English, TWE)不被计算在总成绩中；它被另外分别出来，为0–6分。
- 听力、结构、阅读部分的成绩不是答对问题的比例。由于问题难易程度不同，分数被加权处理。如此，转化后的加权分数能更准确地反应出正确答案所汇报的学生语言能力。

### 成绩要求
绝大多数院校都會将托福成绩作为录取中的一个指标。每个院校都有托福录取最低分数线。托福iBT录取最低分数线从61分（鲍林格林州立大学）到100分（麻省理工學院，哥伦比亚大学，哈佛大学）不等。统计显示托福录取最低分数线平均值为大学生74.2分，研究生82.6分。

## 托福 ITP
托福ITP是检测非英语为母语考生的英语笔试，用於測試學術英語能力。
托福ITP測驗中英文全名為TOEFL Institutional Testing Program，由美國教育測驗服務社（Educational Testing Service簡稱ETS）於1965年研發並實施至今。托福ITP測驗是根據未實施電腦化測驗前之紙筆型態托福測驗(TOEFL PBT)演化而來，主要利用先前已施測的龐大托福測驗題庫為基礎，以紙筆測驗型態提供學校或機構成員英文能力檢定之用。托福ITP測驗成績能有效反應出受測者之英文能力，其成績效力廣獲國際間認可，目前全世界有47個國家2,500多個學校及機構採用托福ITP測驗，每年實施60萬人次以上的測驗。托福ITP測驗亦於2006年獲得行政院列入公務人員英語檢測陞任計分標準對照表。
考题为新题，或过往的托福PBT试题，可用于学生分班、进度、评估、结课和其它目的。
托福ITP考聽力、文法、閱讀，不考口說寫作。
与托福iBT不同，托福ITP由学院等机构组织开考，不能替代iBT考试（在台灣，由ETS台灣總代理統一舉辦）。考试有三個等級:B1、B2、C1。
分數計算方式:測驗總分以三部份級數之和 × 10 ÷ 3 = 實際所得總分，總分310-677分。
托福ITP将反馈给欧洲共同语言参考标准(CEFR)，考生则会得到一份成绩單，成績達460分以上(B1等級)可申請證書，460-542分棕色證書(B1)、543-626分為銀色證書(B2)、627-677分滿分為金色證書。

## 托福 Junior
ETS也提供托福Junior考试，考察中学生的英语水準，是托福系列中的一个特别项目。托福Junior是为11-14岁的学生设计制作的，考试有两种形式——托福Junior标准考试（笔试）和托福Junior综合（机考）。托福Junior标准考试由三部分组成：阅读理解、听力和语言辨析。托福Junior综合由四部分组成：阅读理解、听力、口试和写作。托福Junior的考试成绩将会汇报给欧洲共同语言参考标准(CEFR)，考生将获得一份成绩证书。

## 托福 iBT成绩与雅思成绩对照[13]
| 托福    | 雅思 |
| ------- | ---- |
| 118-120 | 9    |
| 115-117 | 8.5  |
| 110-114 | 8    |
| 102-109 | 7.5  |
| 94-101  | 7    |
| 79-93   | 6.5  |
| 60-78   | 6    |
| 46-59   | 5.5  |
| 35-45   | 5    |
| 32-34   | 4.5  |
| 0-31    | 0-4  |

### 用途比較
托福與雅思皆能用於海外留學，但是在移民用途上，托福無法用於英國移民，雅思才可以。另外在美國，接受托福的大專院校數量較多。不過在非英語系國家的大部分大學院接受兩者（例如日本早稻田大学、德國柏林自由大学等）。

## 托福 iBT成绩与剑桥英语分数量表（Cambridge English Scale）对照[15]
| 欧洲语言共同参考框架（CEFR） | 剑桥英语分数量表（Cambridge English Scale）成绩 | 托福成绩 |
| ---------------------------- | ----------------------------------------------- | -------- |
| C2                           | 210-230                                         | 120以上  |
| C2                           | 209                                             | 118-120  |
| C2                           | 205-208                                         | 115-117  |
| C2                           | 200-204                                         | 110-114  |
| C1                           | 191-199                                         | 102-109  |
| C1                           | 185-190                                         | 94-101   |
| B2+                          | 176-184                                         | 79-93    |
| B2                           | 169-175                                         | 60-78    |
| B2                           | 162-168                                         | 46-59    |
| B1+                          | 154-161                                         | 35-45    |
| B1                           | 147-153                                         | 32-34    |
| B1                           | 142-146                                         | 0-31     |

## TOEFLtv
TOEFLtv （页面存档备份，存于）是托福官方在YouTube的频道，于2009年2月25日建立，提供来自教师及学生的学习英语技巧。

## 考试费用
托福 iBT考试在不同地区的考试费用为160-300美元不等，居家考統一為245美元，下表列出了各个国家和地区的报名费用。数据于2024年07月更新，可能会随时间变动。
| 国家和地区     | 考试报名费用 |
| -------------- | ------------ |
| 阿富汗         | USD240       |
| 阿尔巴尼亚     | USD200       |
| 阿尔及利亚     | USD240       |
| 美属萨摩亚     | USD230       |
| 奥地利         | USD280       |
|                | USD273       |
| 比利时         | USD280       |
| 巴西           | USD240       |
| 加拿大         | USD240       |
| 中华人民共和国 | USD283.17    |
| 中國香港       | USD300       |
| 日本           | USD245       |
| 大韓民國       | USD220       |
| 臺灣           | USD250       |
| 澳門           | USD305       |
| 英国           | USD250       |

## 外部連結
- （繁體中文）TOEFL WORLD 托福世界誌｜全台托福測驗與留遊學情報集散地
- （简体中文） 托福考试中国大陆官方网站 - 中华人民共和国教育部考试中心
- （英文） 托福考试官方网站
- iBT、CBT和PBT分數轉換表
- 托福在youtube的页面 （页面存档备份，存于）